# Piasecki H-16

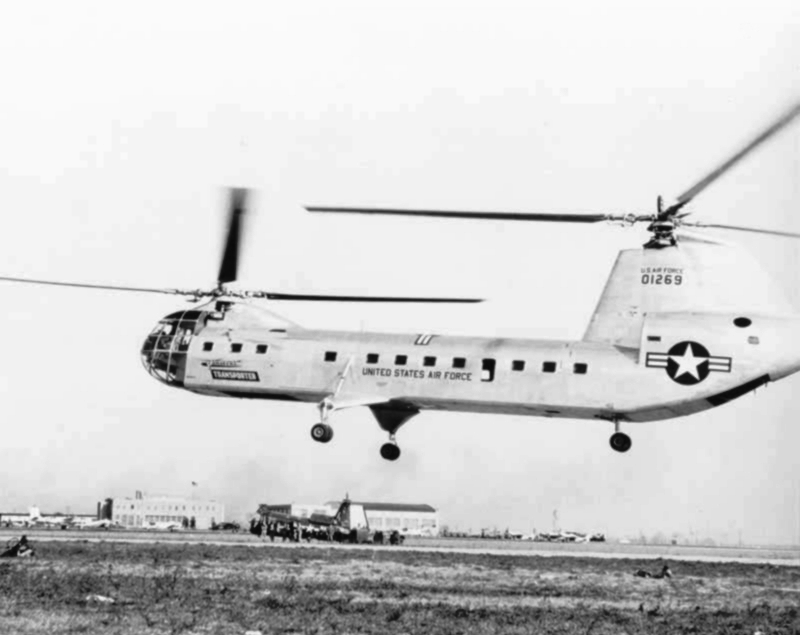

Piasecki H-16 – dwuwirnikowy śmigłowiec transportowo-pasażerski, o podłużnym kadłubie z tylnym wirnikiem umieszczonym powyżej. 
Zaopatrzony w dwa sprzężone silniki Pratt & Whitney o mocy 1650 KM. Został zaprojektowany przez Franka Piaseckiego i zbudowany przez Piasecki Helicopter.
Pierwszy lot odbył się w roku 1953.